# Life Science Identifier
Life Science Identifier (LSID) je způsob, jak pojmenovat a lokalizovat určitou informaci na webu. LSID je jedinečný identifikátor konkrétních dat (informace). LSID protokol specifikuje standardizovaný způsob jak lokalizovat a popsat tato data. Je zde podobnost s široce využívaných identifikátorem informačních entit jako DOIs využívaný mnoha vydavateli vědeckých časopisů.
LSID má reprezentaci jako objekt uniform resource name (URN) s níže uvedeným formátem:
- urn:lsid:<Authority>:<Namespace>:<ObjectID>[:<Version>]
- Parametr lsid: nicméně není registrován u Internet Assigned Numbers Authority (IANA) a tak se nejedná striktně vzato o strictly URNs nebo URIs.

Identifikátor LSID lze konvertovat do URL odkazu, např. http://zoobank.org/urn:lsid:zoobank.org:pub:CDC8D258-8F57-41DC-B560-247E17D3DC8C%5B%5D
Využívá se jako identifikátor záznamů v biologických databázích, například v databázi mykologického názvosloví Index Fungorum.